# Charles Henri Anthing
 (septembre 2019).
Si vous disposez d'ouvrages ou d'articles de référence ou si vous connaissez des sites web de qualité traitant du thème abordé ici, merci de compléter l'article en donnant les références utiles à sa vérifiabilité et en les liant à la section « Notes et références ».
Le baron Charles Henri Guillaume Anthing, né le 11 novembre 1766 à Gotha (Saxe-Gotha-Altenbourg) et mort le 7 février 1823 à La Haye, est un général du Premier Empire qui fut au service de la France de 1810 à 1814.

## État de service
Il commença sa carrière militaire à 16 ans comme cadet dans le régiment d'infanterie Saxe-Gotha le 22 avril 1782. Il fut promu sergent le 30 décembre 1784, adjudant le 15 mai 1785, et sous-lieutenant le 8 octobre 1786. Il passa avec son régiment au service de la Hollande en 1787, et devint lieutenant le 8 avril 1793, servant contre la France en Brabant de 1793 à 1795. Il fut blessé à la défense de Wilhelmstadt en mars 1793.
Il passa 1er lieutenant le 23 octobre 1793, et capitaine à la 7e demi-brigade batave le 9 juin 1798. Il fut versé dans l'armée de Batavie en 1799, et fut blessé sérieusement au combat du Zyp le 10 septembre 1799. Il appartenait toujours à la même armée, lorsque son nom changea en armée gallo-batave.
Il servit ensuite à la Grande Armée en Autriche de 1805 à 1806, où il fut nommé major du 4e régiment d'infanterie le 22 septembre 1806, puis colonel du 4e de ligne le 23 octobre 1806, servant en Allemagne jusqu'en 1807. Il devint aide de camp du roi de Hollande le 7 mai 1808, puis passant au régiment des grenadiers de la garde du roi le 15 novembre 1808. Nommé général-major le 17 février 1808, colonel de la garde du corps à pied le 27 novembre 1808, commandant la 1re brigade de la division Gratien en Allemagne en mai 1809, il occupa Wismar le 26 mai 1809.
Commandant une brigade de troupes hollandaises cantonnées à Haarlem en 1810, il passa au service de la France comme général de brigade le 10 novembre 1810, et fut employé dans la 6e division militaire, où il commanda successivement le département du Jura le 22 décembre, la 2e brigade de la division des petits princes allemands sous Carra Saint-Cyr le 19 février 1812, la 3e brigade de la 34e division (Morand) au 11e corps de la Grande Armée et l'île de Rügen le 23 juillet, la 1re brigade de la 9e division (Brenier) du 3e corps sous Ney en Saxe le 26 avril 1813. Il fut blessé de trois coups de feu à la bataille de Lützen le 2 mai 1813.
Il commanda la 1re brigade de la 9e division (Delmas) au 3e corps le 4 mai 1813, servit à la Bataille de Bautzen le 21 mai, et fut nommé baron de l'Empire avec dotation de 2 000 francs de rente sur le département de l'Escaut le 19 juillet 1813, commandant de la légion d'honneur le 10 août suivant. Autorisé à rentrer en France le 20 août, il commanda la ligne de Sélestat à la Wantzenau le 28 octobre, et cessa ses fonctions le 20 décembre 1813. Il commanda pourtant la 1re brigade sous Broussier à Strasbourg en janvier 1814, puis démissionna pour rentrer au service des Pays-Bas le 5 août 1814, et obtint à cette occasion du roi de France le titre de lieutenant général.
Il commanda la brigade hollandaise dite brigade indienne dans le corps de Hill à l'armée de Wellington en Belgique en juin 1815.
Il était le frère de l'artiste Johann Friedrich Anthing.

## Titres, décorations, honneurs
- Commandeur de la Légion d'honneur le 10 août 1813